# 少司命
參數所指定的目標頁面不存在，建議更正成存在頁面或直接建立下列一個頁面（建立前請先搜尋是否有合適的存在頁面可以取代）：
- 少司命 (歌手)

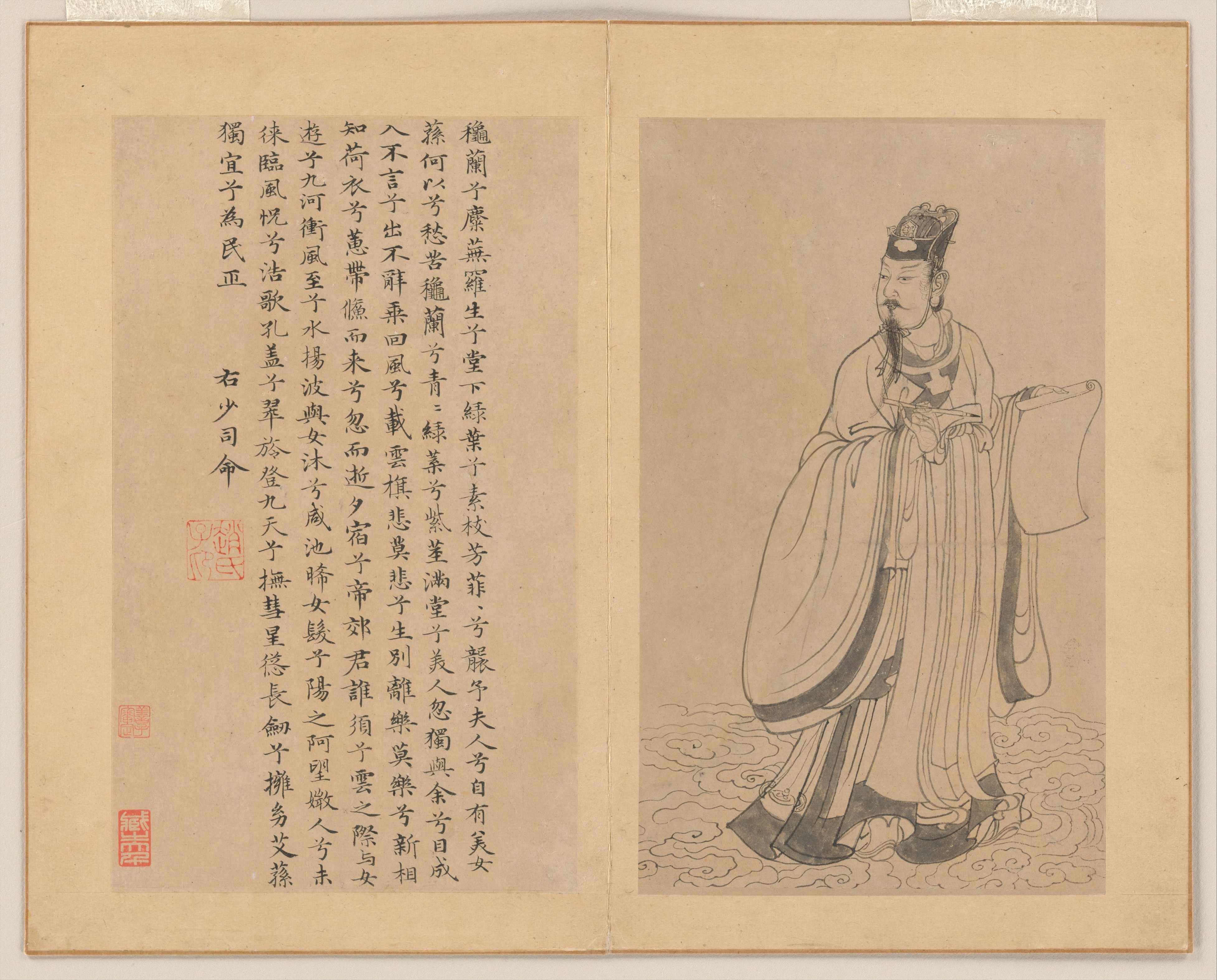

少司命為楚國屈原《九歌》中提到的一位神明，和大司命為相對的二元神， 然對其性別有不同的觀點。《宋史·天文志三》：司命二星，在虛北，主舉過、行罰、滅不祥，又主死亡。「文昌六星，天之六府也，主集計天道。一曰上將、大將軍，建威武；二曰次將、尚書，正左右；三曰貴相、大常，理文緒；四曰司祿、司中、司隸，賞功進；五曰司命、司怪、太史，主滅咎；六曰司寇、大理，佐理寶。所謂一者，起北斗魁前近內階者也。」文昌司命，周禮春官大宗伯：『司命。』注：『文昌第四星也。』按即楚辭九歌之少 司命也。上台司命，即楚辭九歌之大司命。『文昌六星如半月形，在北斗魁前，其 六星各有名。』史記天官書：『斗魁戴匡六星 ，曰文昌宮，一曰上將，二曰次將，三曰貴相 四曰司命，五曰司中，六曰司祿。』位於紫微垣之文昌星。大司命則在天市垣三台。
對應北斗七星，少司命為北斗第四顆天權，《史记·天官书》：北斗七星...分陰陽，建四時，均五行，移節度，定諸紀纪。天權星在道教則為文曲紐星君，主卯酉年生人命途，相對文昌主管「正途出身」，文曲則主宰「異路功名」，也稱北斗玄冥文曲星君，對應陽明贪狼星君（天樞）、陰精巨門星君（天璇）、真人祿存星君（天璣）、丹元廉貞星君（玉衡）、北極武曲星君（開陽）、天關破軍星君（搖光）。
民間傳說北宋時期玉皇上帝派文曲星與武曲星投凡為文官包拯與武將狄青，助宋仁宗治國治民。
《太上玄靈北斗本命延生真經》記載，北斗玄冥文曲紐星君名𠱂字文曲，又名權，又曰伐星，主天理，伐無道，又名盤真君，又名光字子惠子，又名天心字子裘，居紐幽官朱臺玉樓中，配事于木，主月元并禄，卯酉生人屬之，管火星真君張星冀秒四宿，節侯玄冥，所屬吳地荊州分野，為天之遊擊，主伐逆，上總九天鬼神，中領北帝三官，下監萬兆，伐逆不臣，諸以凶悖莫不隸焉。少司命為現今註生娘娘。

## 人格化
- 包青天
- 比干
- 紅鸞星
- 註生娘娘

## 司掌
相對於大司命，少司命的爭議就比較多，其雖認定是司掌命運，但關於命運的細項掌管分配則有以下看法：
1. 主子嗣
2. 主緣、戀愛、婚配
3. 主災祥、禍福

## 相關
- 大司命
- 九歌
- 秦时明月

## 外部連結
- 维基文库中的相關文獻：少司命